# Nón quai thao

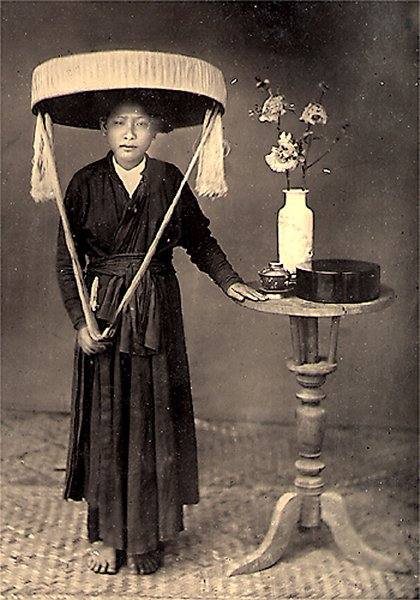
Een vrouw met een Nón quai thao.

Nón quai thao (Nederlands: hoed met ruwe handvatten) of nón ba tầm (Nederlands: grote hoed) is een soort hoed welke gedragen wordt door dames uit het noorden van Vietnam voor dagelijks gebruik. De grootte van de hoed kan variëren maar is in diameter van 70 tot 80 centimeter.
Aan de hoed hangt vaak een koord, om de hoed vast te houden. Links en rechts van het hoofd hangen twee versierselen. Net als de nón lá wordt de hoed gemaakt van riet.